# Dietrich Gruen
Dietrich Gruen (22 de febrero de 1847 - 10 de abril de 1911), fue un relojero nacido en Alemania que emigró a Estados Unidos en la década de 1860 y que fundó la compañía Gruen Watch Company, con sede en Cincinnati (Ohio).

## Primeros años
Gruen asistió a escuelas públicas y privadas en Alemania. A los 15 años comenzó a aprender el oficio de relojero. Fue aprendiz de Hans Martens en Friburgo de Brisgovia y trabajó en Karlsruhe, Wiesbaden y Lode.

## Carrera
En 1867, a los 20 años, emigró a los Estados Unidos, siguiendo los pasos de sus tres hermanos mayores, todos los cuales habían inmigrado varios años antes (uno de sus hermanos había muerto en 1863 durante la guerra civil estadounidense).
En su viaje a Estados Unidos conoció a Pauline Wittlinger, hija de un relojero que vivía en Delaware (Ohio). En 1869, Gruen se casó con Wittlinger y se mudó a Ohio para trabajar para su padre. El primer hijo de Dietrich y Pauline, Frederick G. Gruen, nació en 1872; y su hermano, George J. Gruen, nació en 1877.
En 1874, Gruen presentó la solicitud de una patente del diseño de un piñón de "seguridad" que evitara daños en el movimiento de un reloj de bolsillo si se rompía el resorte principal. En 1876, fundó la Columbus Watch Manufacturing Company en Columbus (Ohio). En 1882, la empresa se reorganizó como Columbus Watch Company y se trasladó a un edificio en Thurman Street. La empresa pasó a ser consideraba como una de las empresas de relojes estadounidenses más antiguas y establecidas, como la Waltham Watch Company o la Elgin National Watch Company.
En 1894, Gruen abandonó la Columbus Watch Company, que más tarde se declaró en quiebra tras el Pánico de 1893. Ese mismo año, Dietrich y su hijo Frederick fundaron una nueva empresa de relojería, la D. Gruen & Son, que más tarde pasó a llamarse D. Gruen & Sons cuando su hijo George se incorporó a la firma. En 1898, Gruen e hijos habían fundado la Gruen Watch Company en Cincinnati, Ohio.
En 1911, Gruen murió repentinamente en el barco de vapor SS Berlin durante un viaje de negocios a Italia con su hijo Fred, cerca de Argel.